# Алое приємне
Aloe jucunda (укр. Алое приємне) — сукулентна рослина роду алое.

## Назва

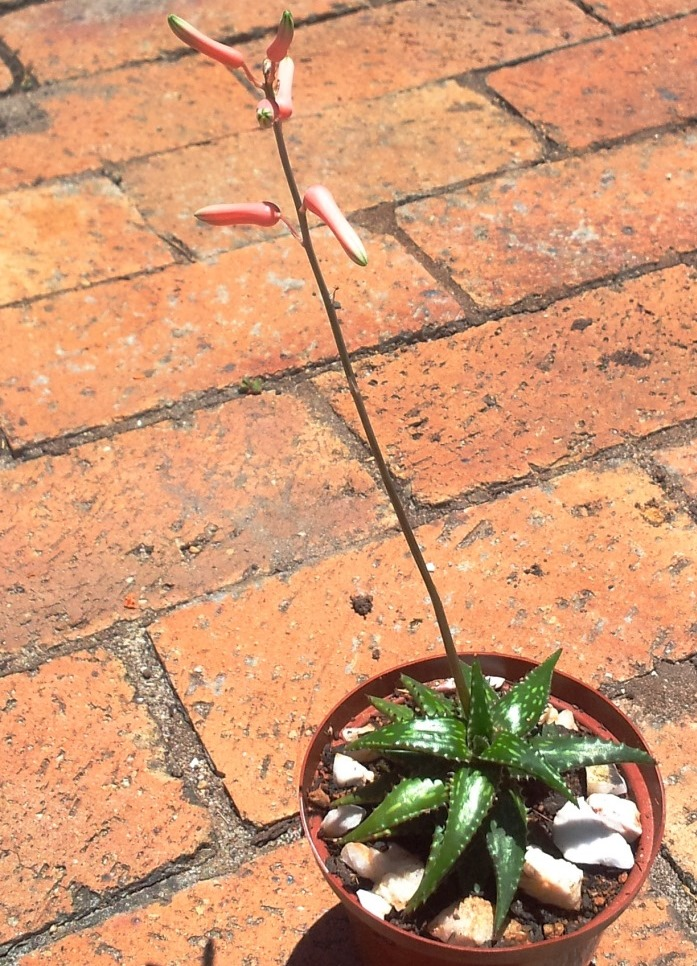
Квітконос Aloe jucunda

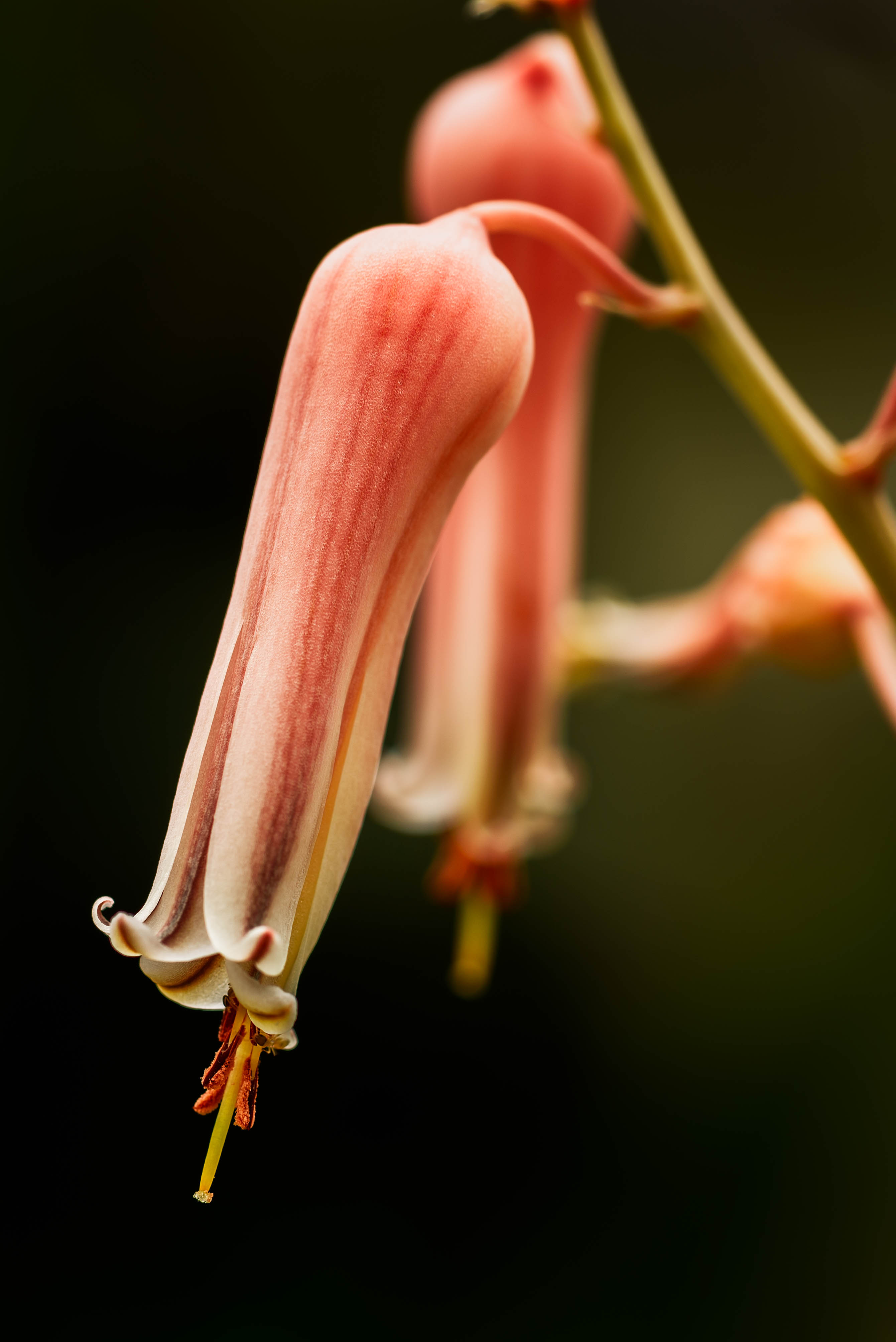
Квітка Aloe jucunda

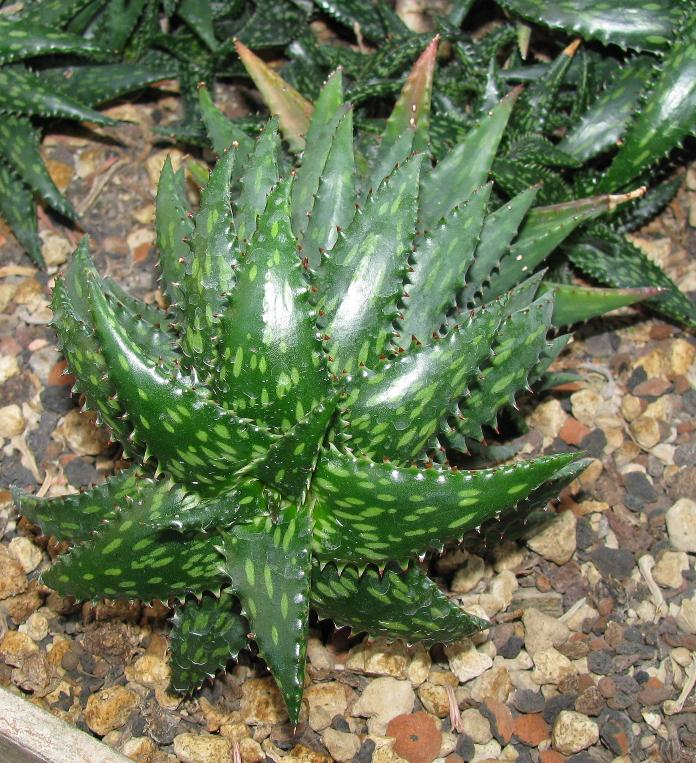
Aloe jucunda в ботанічному саду Гейдельберга

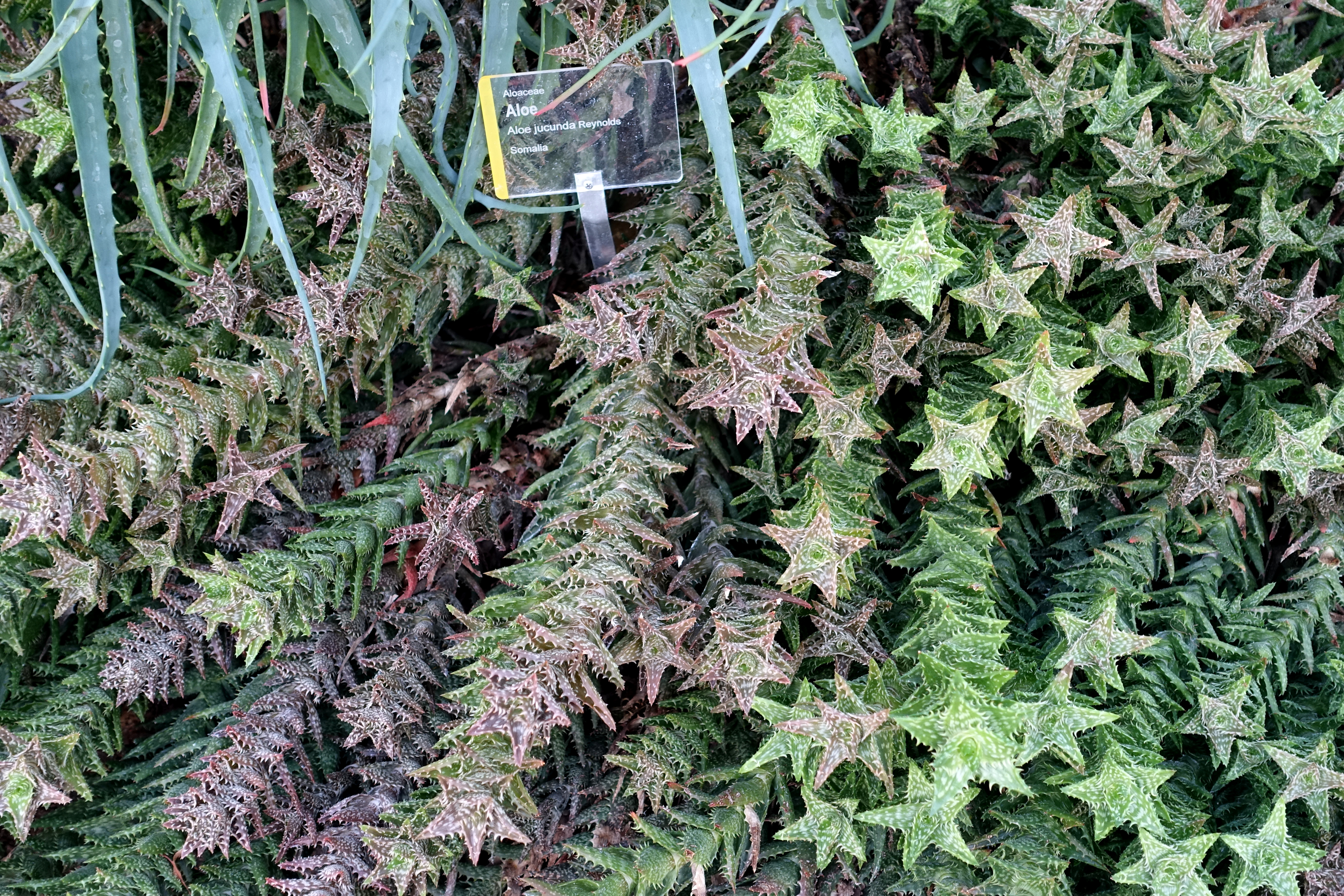
Aloe jucunda в зоо-ботанічному саду «Вільгельма», Штутгарт

Видова назва дана через привабливий вигляд цієї рослини від лат. Jucundus — «приємний»..

## Історія
Вперше описаний південноафриканським оптиком і ботаніком Гілбертом Вестакоттом Рейнольдсом у 1953 році в журналі «Journal of South African Botany».

## Морфологічні ознаки
Це мініатюрне алое утворює щільні групи до 35 см заввишки і 0,6-1 м в діаметрі. Розетки невеликі до 5-8 см в діаметрі. Кількість листків в розетці — до 12. Листя розташовані досить щільно, яйцеподібні, 4 см завдовжки, 2-5 см завширшки, глянцеві, блискучі, темно-зелені, з гладкою поверхнею, вкриті прозорими кремовими плямами. Краї листків червоно-коричневі з декількома гострими зубцями до 2 мм завдовжки, що розташовані на відстані 3-4 мм один від одного. Листя вигнуті і виглядають дуже красиво. Квітки блідо-рожеві до коралово-рожевих 20-30 мм завдовжки і 5 мм в діаметрі, на простих стеблах заввишки 30 см, китиця циліндрична, має близько 20 квіток. Цвітіння може відбуватися протягом року в будь-який сезон в період вегетації.

## Місця зростання
Aloe jucunda — ендемічна рослина Сомалі. Росте в районі Харгейса в північній частині Сомалі, де ареал обмежується верхніми схилами Гаан Ліба. Зустрічається на вапняках у лісевій місцевості на висоті 1100—1700 м над рівнем моря.

## Охоронні заходи
Aloe jucunda — вузький ендемік із північного Сомалі. Через невелику кількість рослин лише з трьох субпопуляцій що розташувались на невеличкій території близько 30 км упоперек та погіршення місць зростання цього виду, Aloe jucunda входить до Червоного Списку Міжнародного Союзу Охорони Природи видів на межі зникнення (CR). Середовище існування Aloe jucunda зазнало ознак деградації з 1981 року, і цей процес продовжувається. Це відбувається через вплив інтенсивного випасання худоби, вирубки дерев та спалювання вугілля.
На природоохоронних територіях цей вид не зустрічається, тому що в Сомалі їх немає.
Вид включений до додатку II конвенції про міжнародну торгівлю видами дикої фауни і флори, що перебувають під загрозою зникнення (CITES).